# 青空教室
青空教室（あおぞらきょうしつ）とは、校舎などを焼失した学校が屋外で行う授業、もしくは焼失に関係なく単に屋外で行なう授業のこと。
第二次世界大戦後の日本で学校教育法の制定により小中学校9年の義務教育制度が始まったが、新制中学校のための校舎整備が追いつかず、旧高等小学校の校舎を転用するなどして校舎を用意できたのは15%に留まり、やむを得ず教室への生徒の過剰収容、交代制の二部授業の他、屋外での授業（青空教室）が行われた。
青空学級とも呼ばれ、災害の後にも行われた。

## 概要
国民学校初等科の授業は法律的に停止されていなかったため、校舎を喪失した学校でも、何とか授業を継続しようと苦心した結果、やむを得ず青空教室での授業を強いられた。鉄筋コンクリート建造で焼失を免れた学校や被災範囲外の学校で間借り授業ができた児童はいたが、大都市部の中心地では受け入れ先がないことが多く、青空教室が実施された。終戦後、外地からの復員や学童疎開の解除にともない、都市部の児童数は急激に増加し、焼失直後以上に授業環境は悪化した。雨が降った場合などは、他の建物を借りられない場合は休みになった。
児童の浮浪者化を防ぐ意味でも、学校や孤児院による児童の保護が必要とされ、たとえ青空教室であっても児童の居場所を確保することは必要とされた。青空教室の当面の解消策としては、従来の間借り授業の強化、それを円滑化するため、午前の部と午後の部を設けて児童を受け入れる「二部制」の導入などが各地の判断で実行された。根本的な解消策である学校の復旧に関しては、都市復興事業の一環として取り組みが行われた。
学校の復旧が実現化することによって青空教室は解消された。

## 興亜工業大学の場合
そのほか、興亜工業大学（現・千葉工業大学）では、急な大学設置で、開校当初はすべての建物がまだ完成してなかったため、大学予科の英語や音楽、古典、道徳などの教養科目の授業を青空教室で行なった。だが結果的に、この授業方式は生徒と先生との関係（先生を囲んでの授業）において建学の精神である「師弟同行」に近いものとなり、好まれたという。当時の在校生の回想録では『いずれの授業も和気あいあいとした授業で、文字通り、いい意味での「エコール・ビュイソエール（みどりの学園）」であった』と称している。授業は学内のみでなく神社や寺、河川敷、喫茶店などでも行われ、ある時は「百聞は一見に如かず」「百聞は一労作に如かず」との教育理念のもと、小原国芳の発案で観光バスを連ねての東京名所の見学会が行われたり、第一ホテルなどでテーブルマナーの講習会などが行われたりもしたという。この授業方式は千葉に移転後も行われた。